# 16079 Imada
16079 Imada è un asteroide della fascia principale. Scoperto nel 1999, presenta un'orbita caratterizzata da un semiasse maggiore pari a 2,2811258 au e da un'eccentricità di 0,1229298, inclinata di 1,37195° rispetto all'eclittica.
L'asteroide è dedicato all'insegnante statunitense Keith Imada.